# Municipio de Harwood (Dakota del Norte)
El municipio de Harwood (en inglés: Harwood Township) es un municipio ubicado en el condado de Cass en el estado estadounidense de Dakota del Norte. En el año 2010 tenía una población de 352 habitantes y una densidad poblacional de 4,38 personas por km².

## Geografía
El municipio de Harwood se encuentra ubicado en las coordenadas 47°1′12″N 96°52′51″O / 47.02000, -96.88083. Según la Oficina del Censo de los Estados Unidos, el municipio tiene una superficie total de 80.31 km², de la cual 80,23 km² corresponden a tierra firme y (0,09 %) 0,08 km² es agua.

## Demografía
Según el censo de 2010, había 352 personas residiendo en el municipio de Harwood. La densidad de población era de 4,38 hab./km². De los 352 habitantes, el municipio de Harwood estaba compuesto por el 98,58 % blancos, el 0,28 % eran asiáticos y el 1,14 % eran de una mezcla de razas. Del total de la población el 0 % eran hispanos o latinos de cualquier raza.